# Majski Vrh
Majski Vrh is een plaats in Slovenië en maakt deel uit van de gemeente Videm in de NUTS-3-regio Podravska. De plaats telde 102 inwoners op 1 januari 2020.